# Limosino
Il Limosino (in francese Limousin, in occitano Lemosin) è una regione storica ed ex regione amministrativa della Francia.
Fu una delle antiche province francesi ed è stata anche una regione amministrativa della Francia moderna dal 1982 al 2015, quando è confluita nella nuova regione della Nuova Aquitania.
Il suo capoluogo storico è Limoges (in occitano Limòtges). I suoi abitanti sono chiamati Limousins.
Si componeva di 3 dipartimenti: Corrèze (19), Creuse (23), Alta Vienne (87, Haute-Vienne) e, al di sotto di questi, 8 arrondissement, 106 cantoni e 747 comuni.

## Geografia fisica
Le città principali della regione, oltre a Limoges, sono Brive-la-Gaillarde (in occitano Briva), Guéret e Tulle (in occitano Tula).
Fino alla riforma degli enti locali, entrata in vigore nel 2016, il territorio della regione confinava con quello del Centro a nord, dell'Alvernia a est, del Midi-Pirenei a sud, dell'Aquitania a sud-ovest e del Poitou-Charentes a ovest.

## Storia
Il territorio conosciuto attualmente come Limosino fu conquistato dai Romani a partire dal 51 a.C.; con la caduta dell'impero romano questa regione fu occupata dapprima dai Visigoti, tra il 419 e il 507, e poi dai Franchi. In seguito, fece parte del regno di Neustria (511-584), e di Aquitania (584-876).
Tra l'876 e il 918, il Limosino fu controllato dai conti di Tolosa, poi fu sotto l'influenza dei conti di Poitiers e dei duchi di Aquitania. La contea di Limosino fu creata durante il periodo carolingio. A partire dal 1154 restò sotto il dominio inglese, dopodiché fu definitivamente conquistata da Carlo V.

## Cultura
Nonostante la propria posizione eccentrica rispetto al nucleo centrale dell'Occitania, nel Limosino sono state create le prime opere in lingua d'oc. Fra queste segnaliamo La canzone d'Antiochia, di Grégoire Bechada, e Il poema di Boezio di anonimo.

## Galleria d'immagini

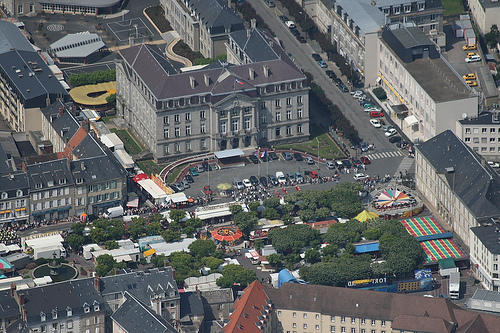
Place Bonnyaud a Guéret
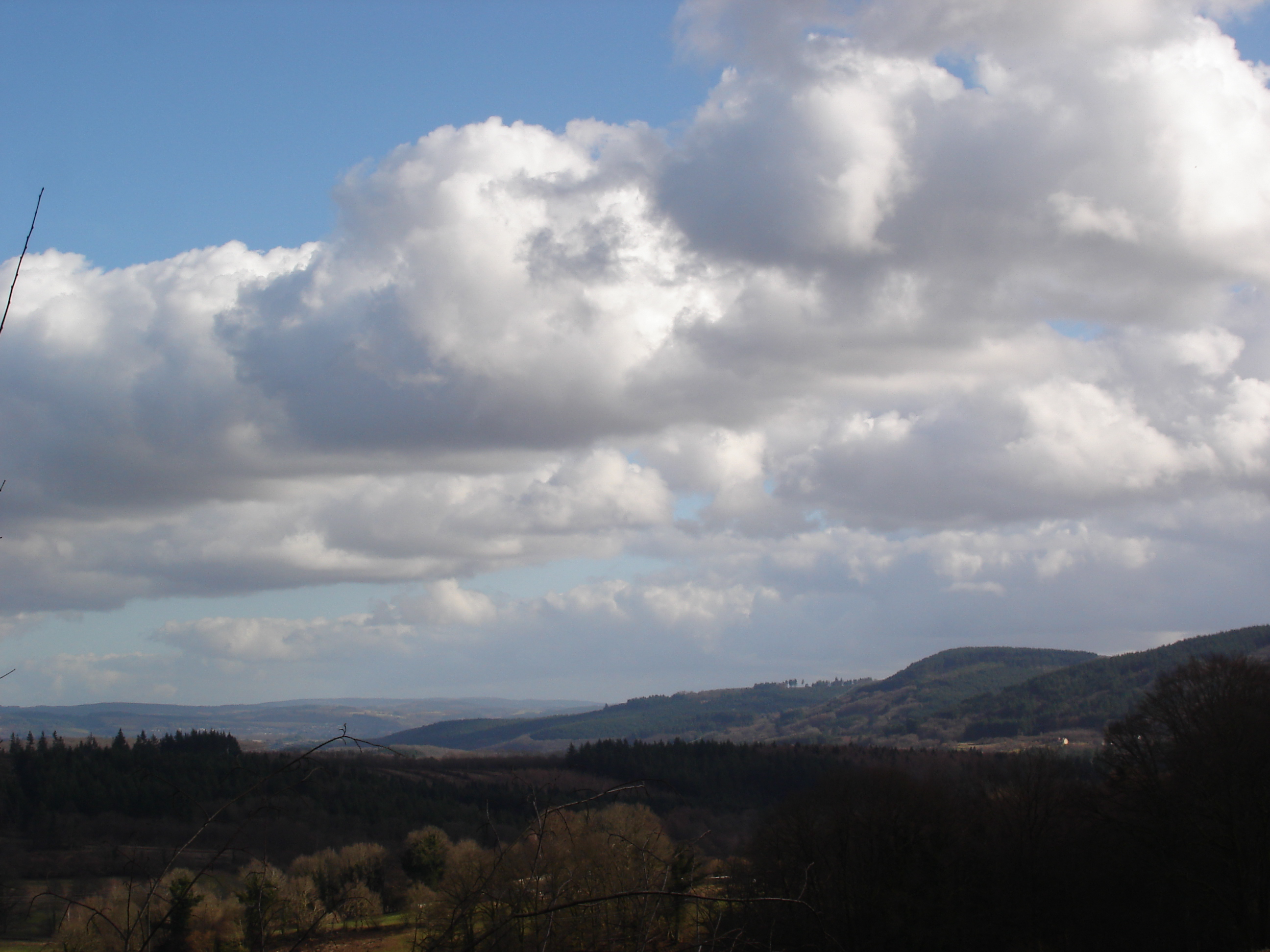
Paesaggio di fine inverno nella Creuse
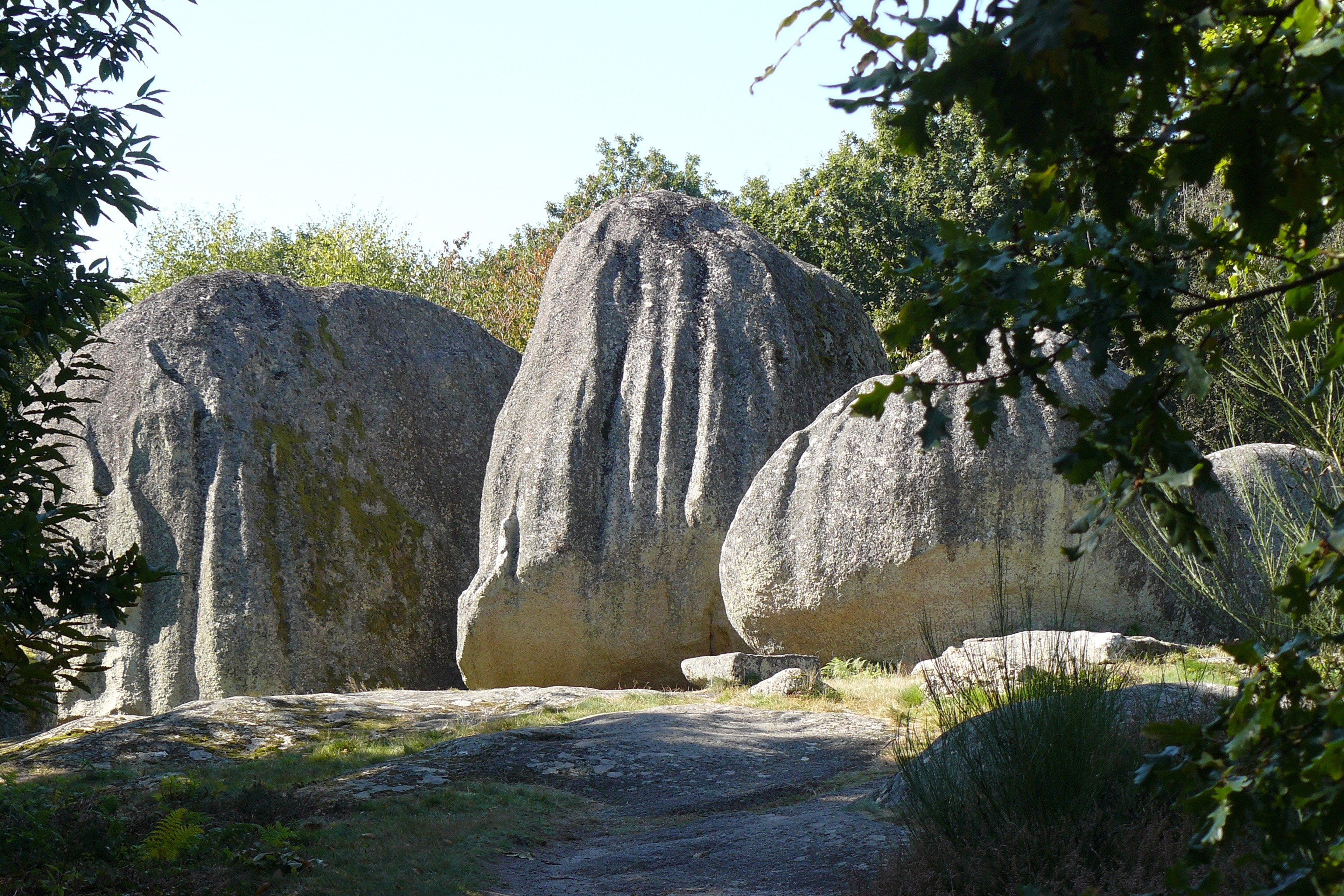
Le pierres Jaumâtres
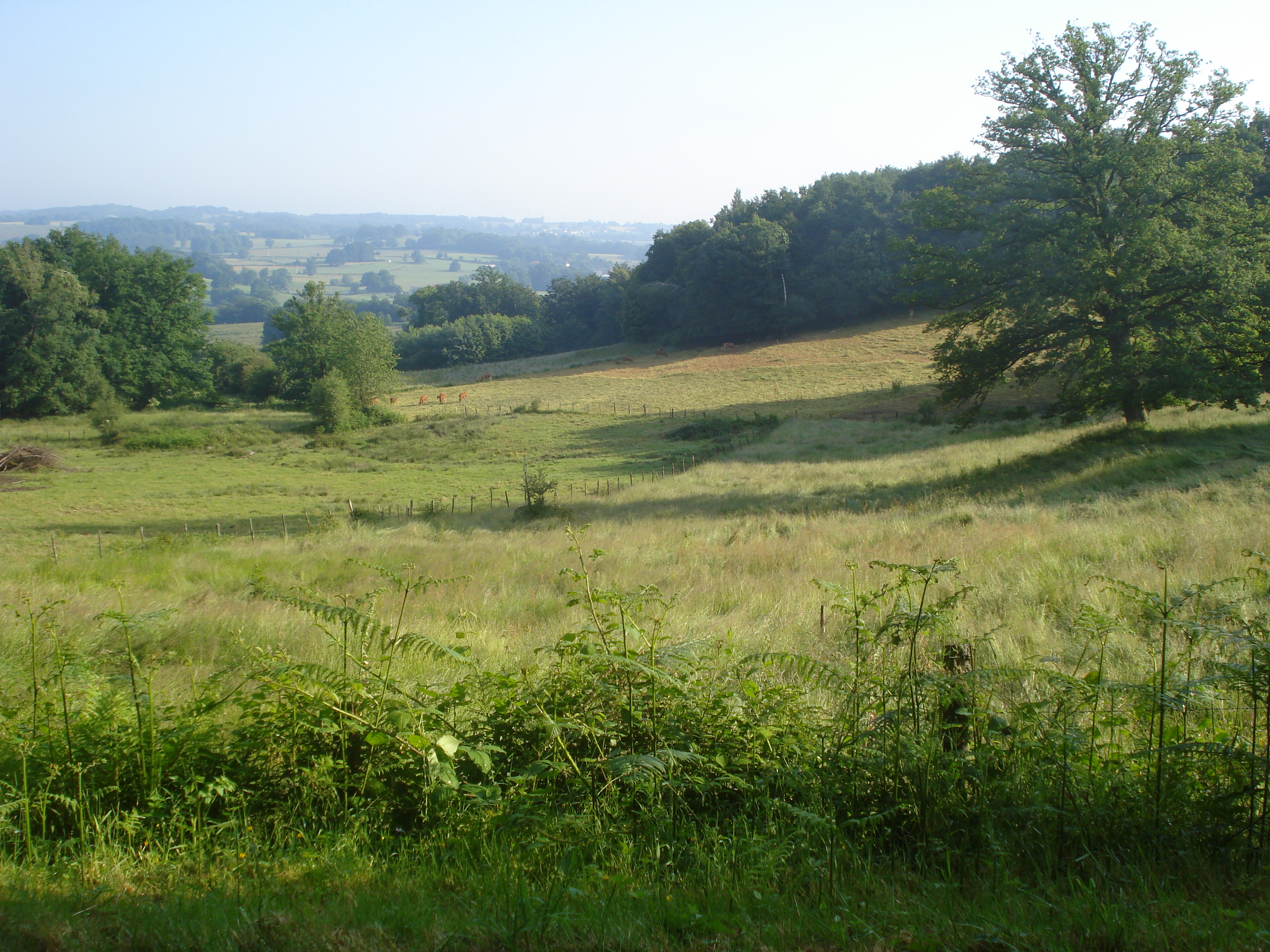
Paesaggio della Creuse
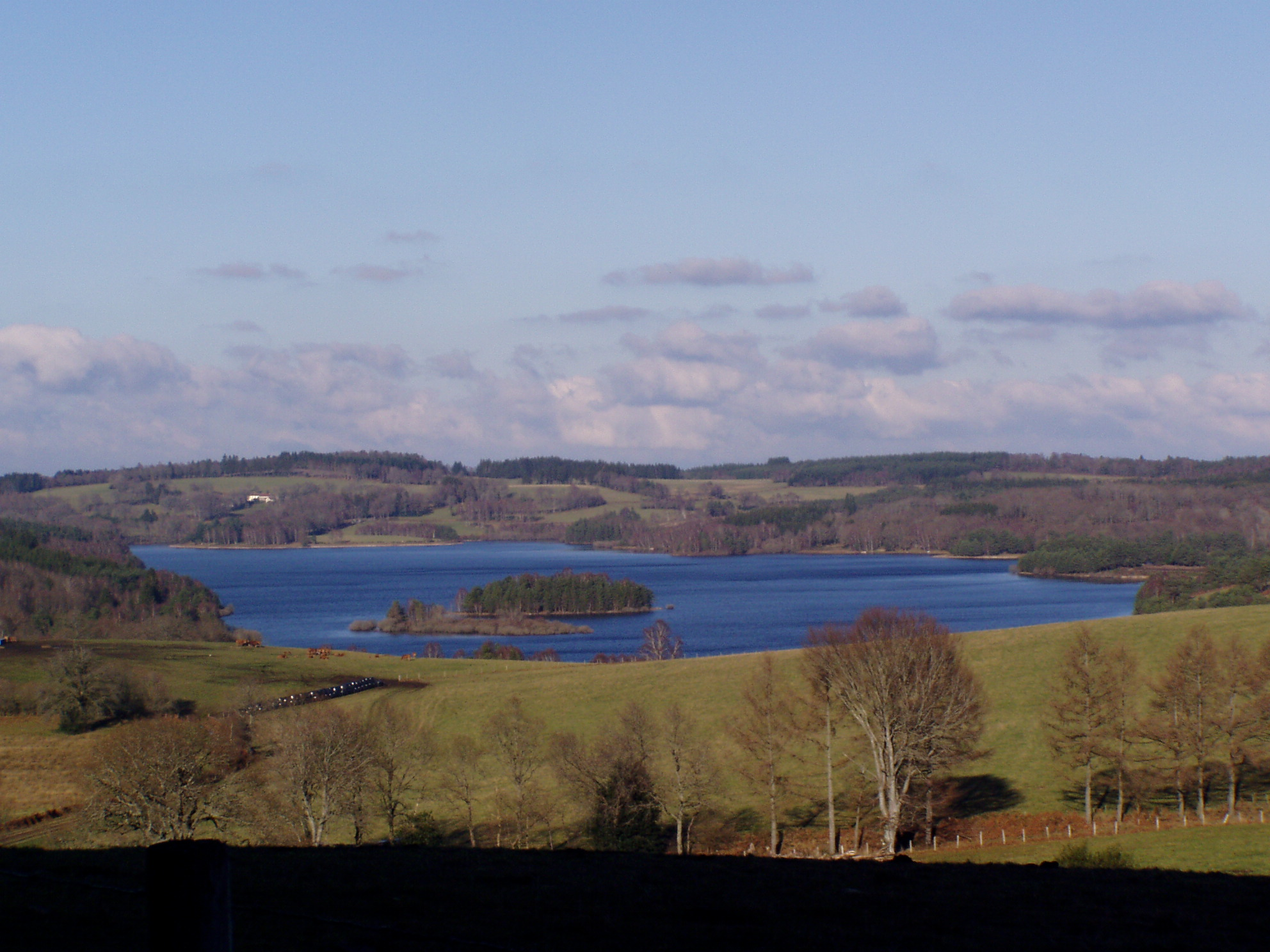
Il lago di Lavaud-Gelade
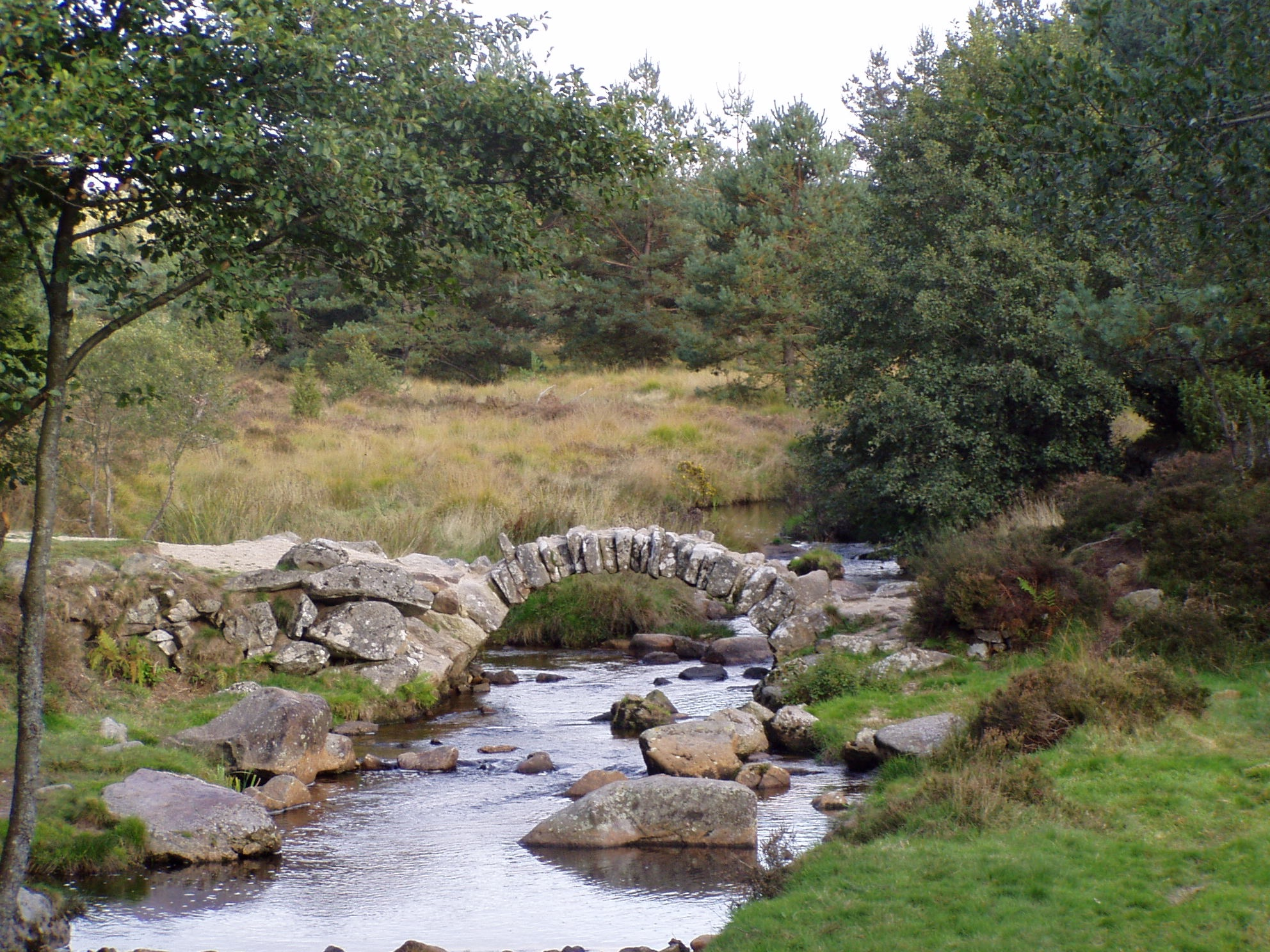
Il ponte romano di Sénoueix
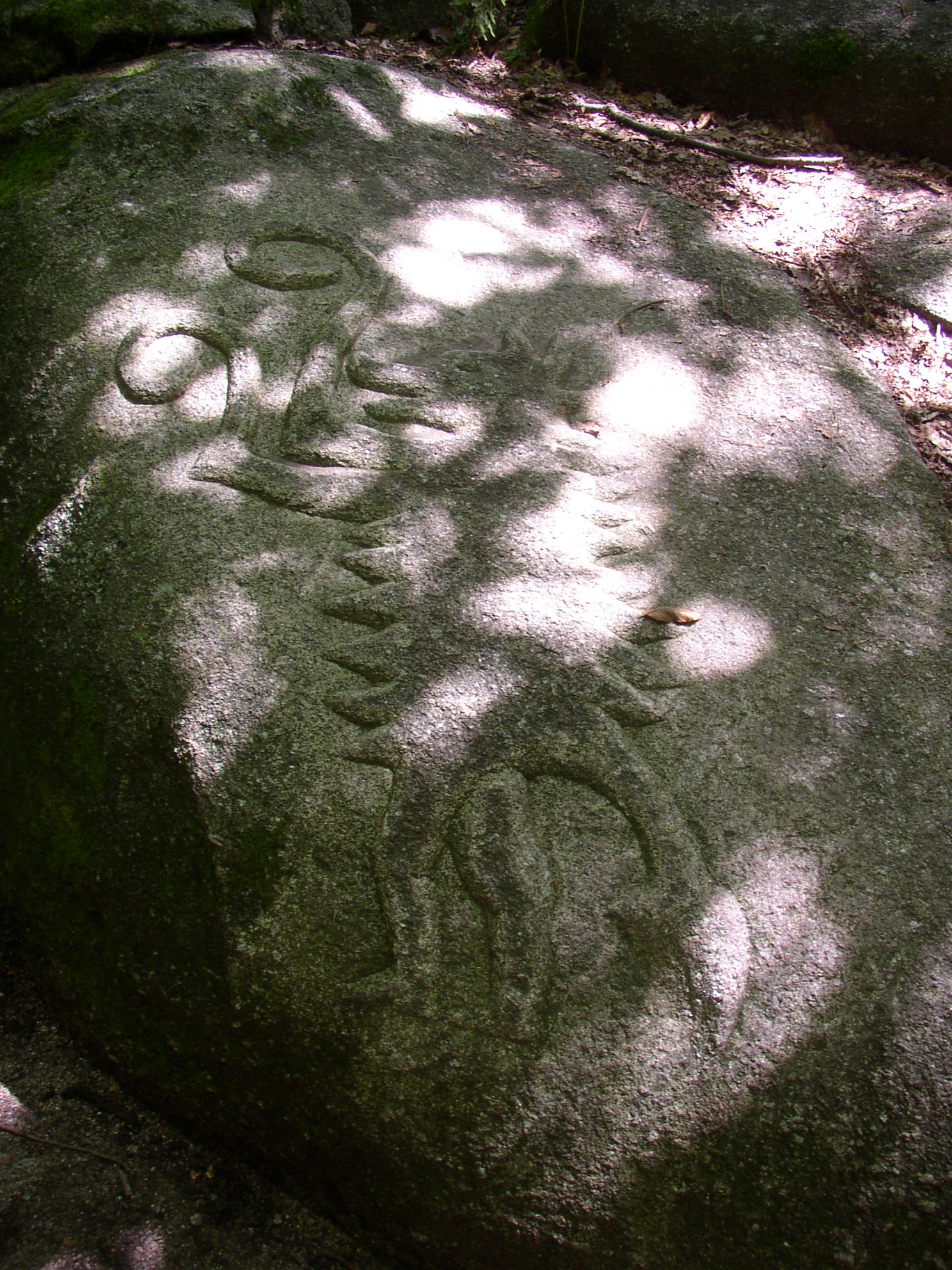
Incisioni su un monolite nella foresta di Chabrières
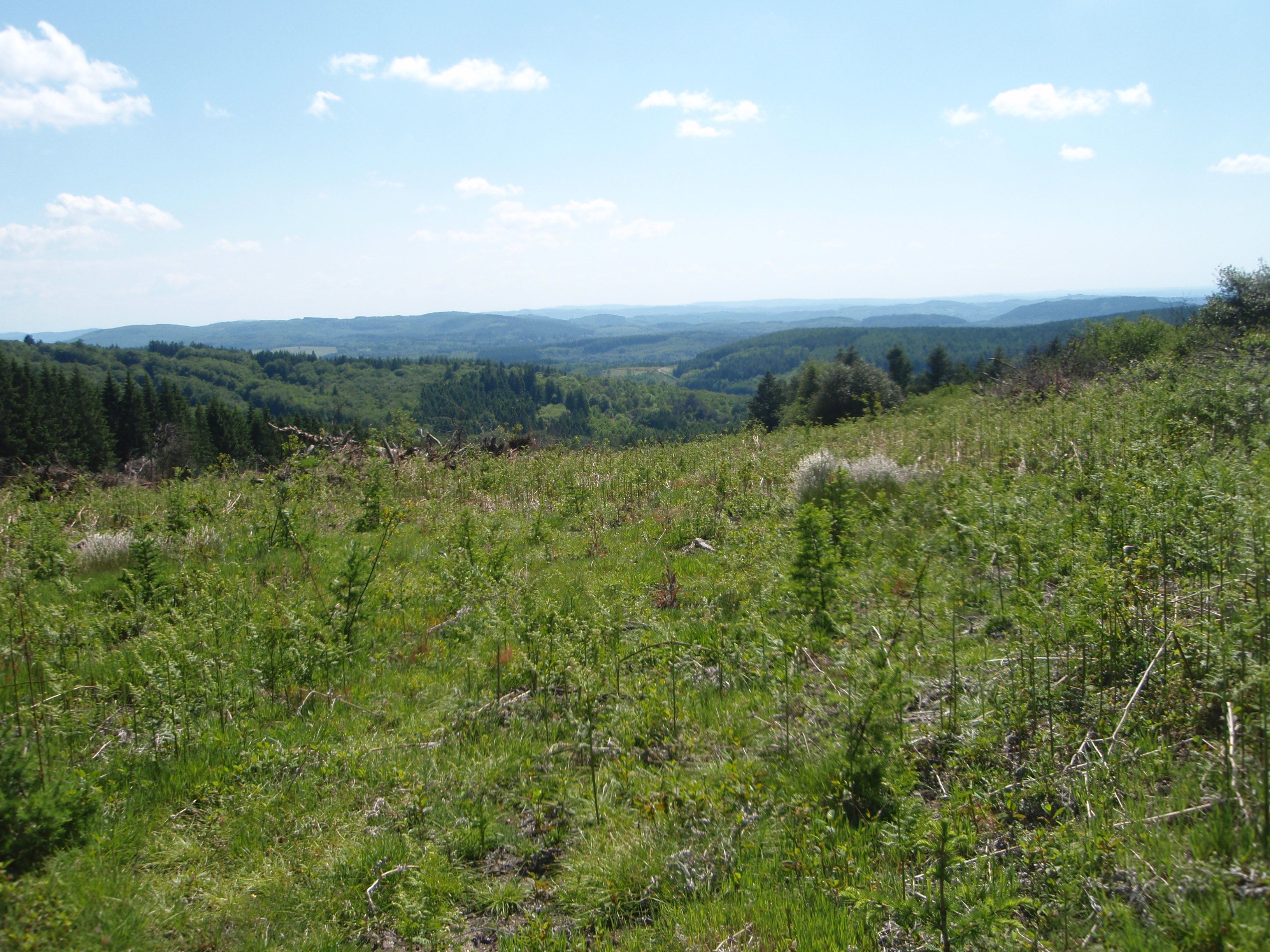
Paesaggio a Royère-de-Vassivière
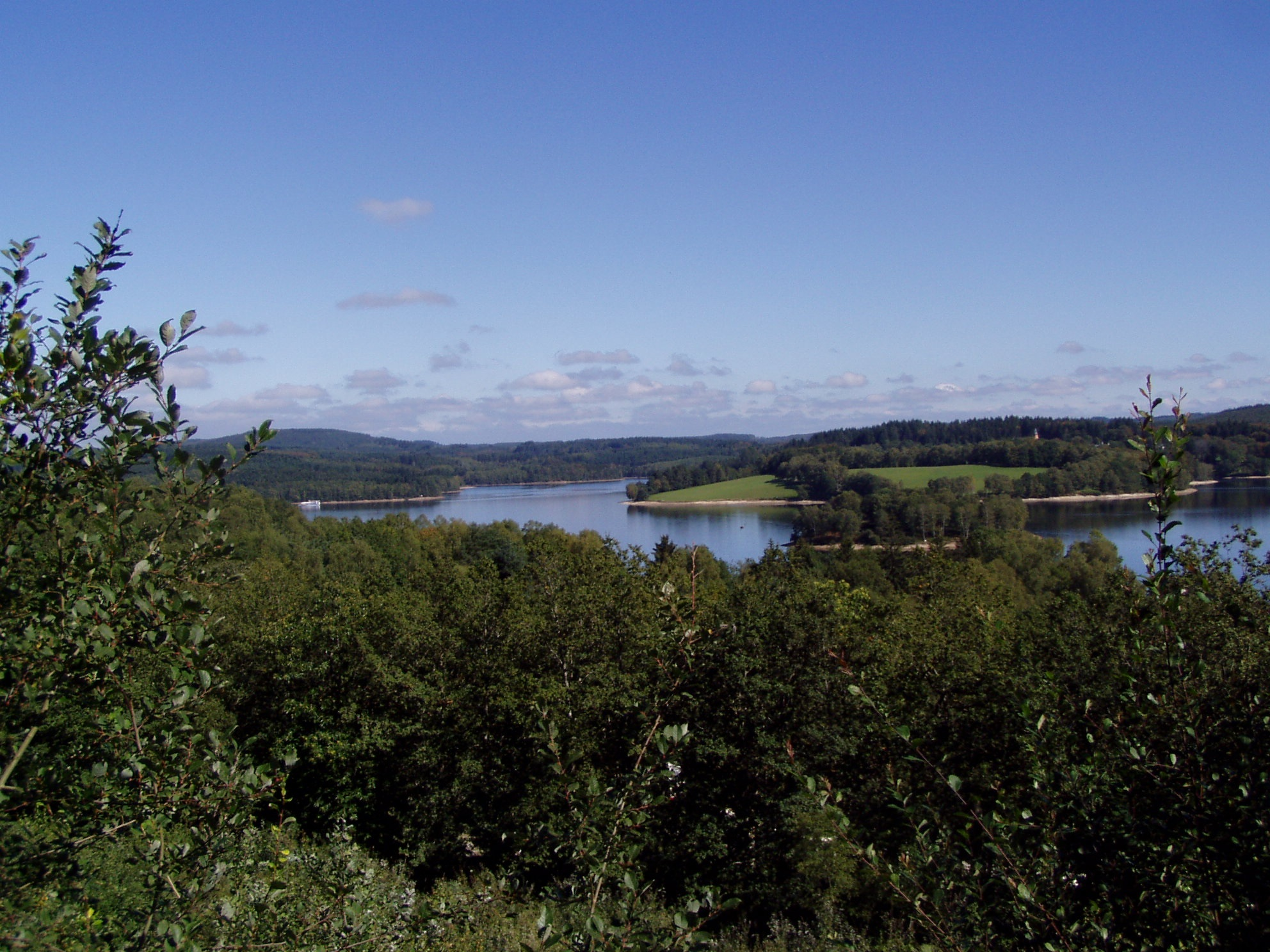
Vista del lago di Vassivière
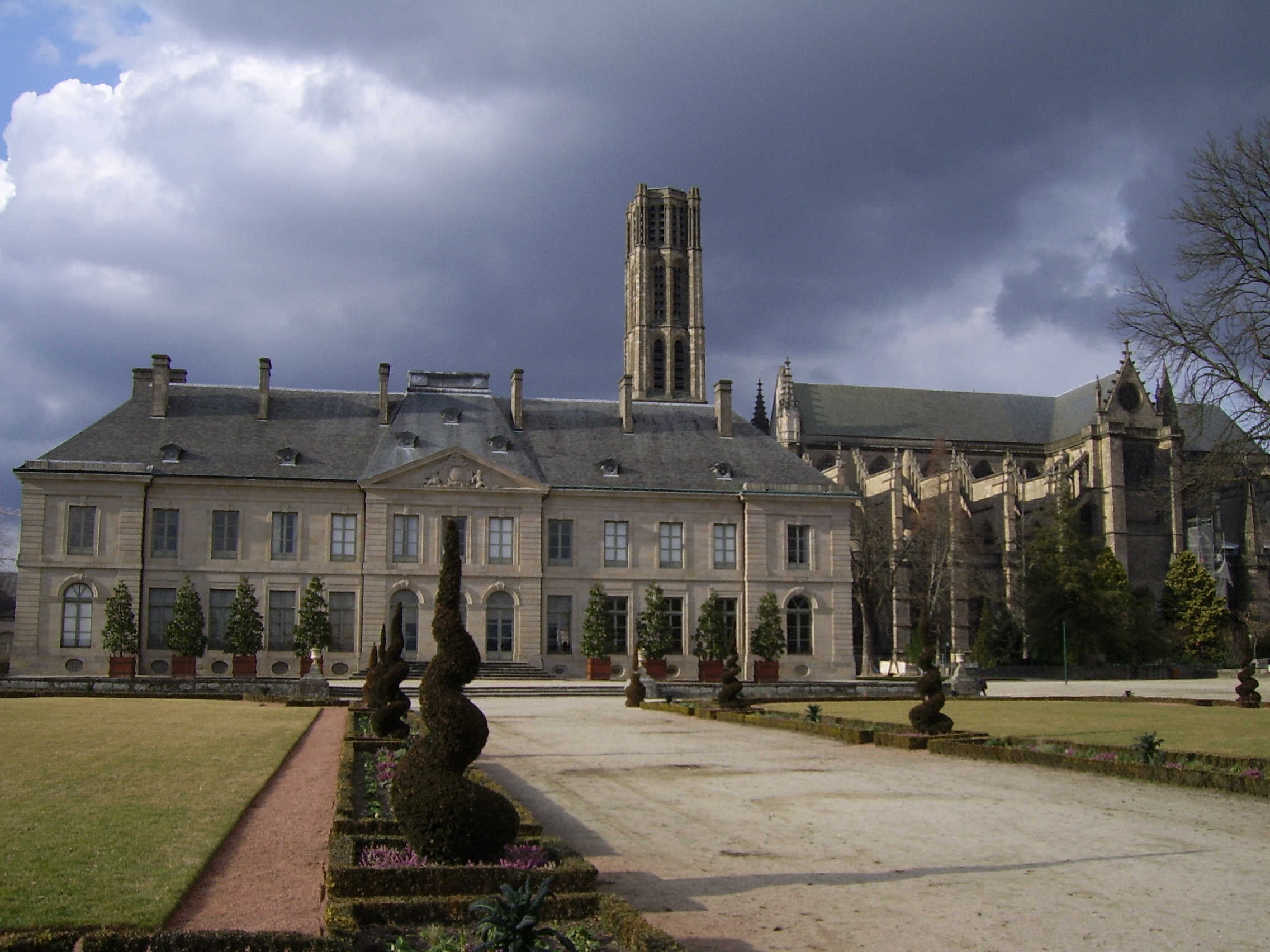
La cattedrale di Limoges e il museo de l'Évêché
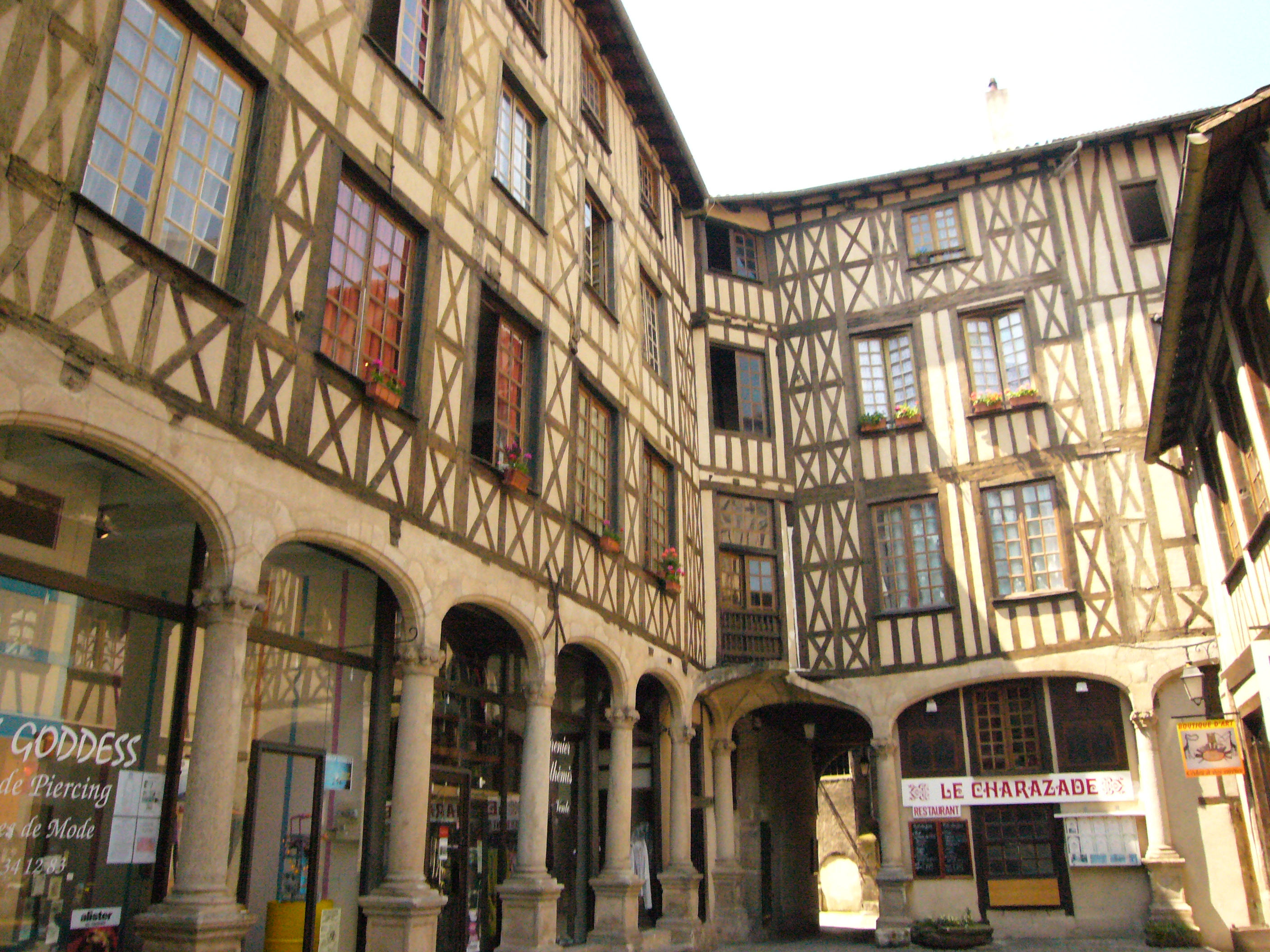
La cour du Temple a Limoges
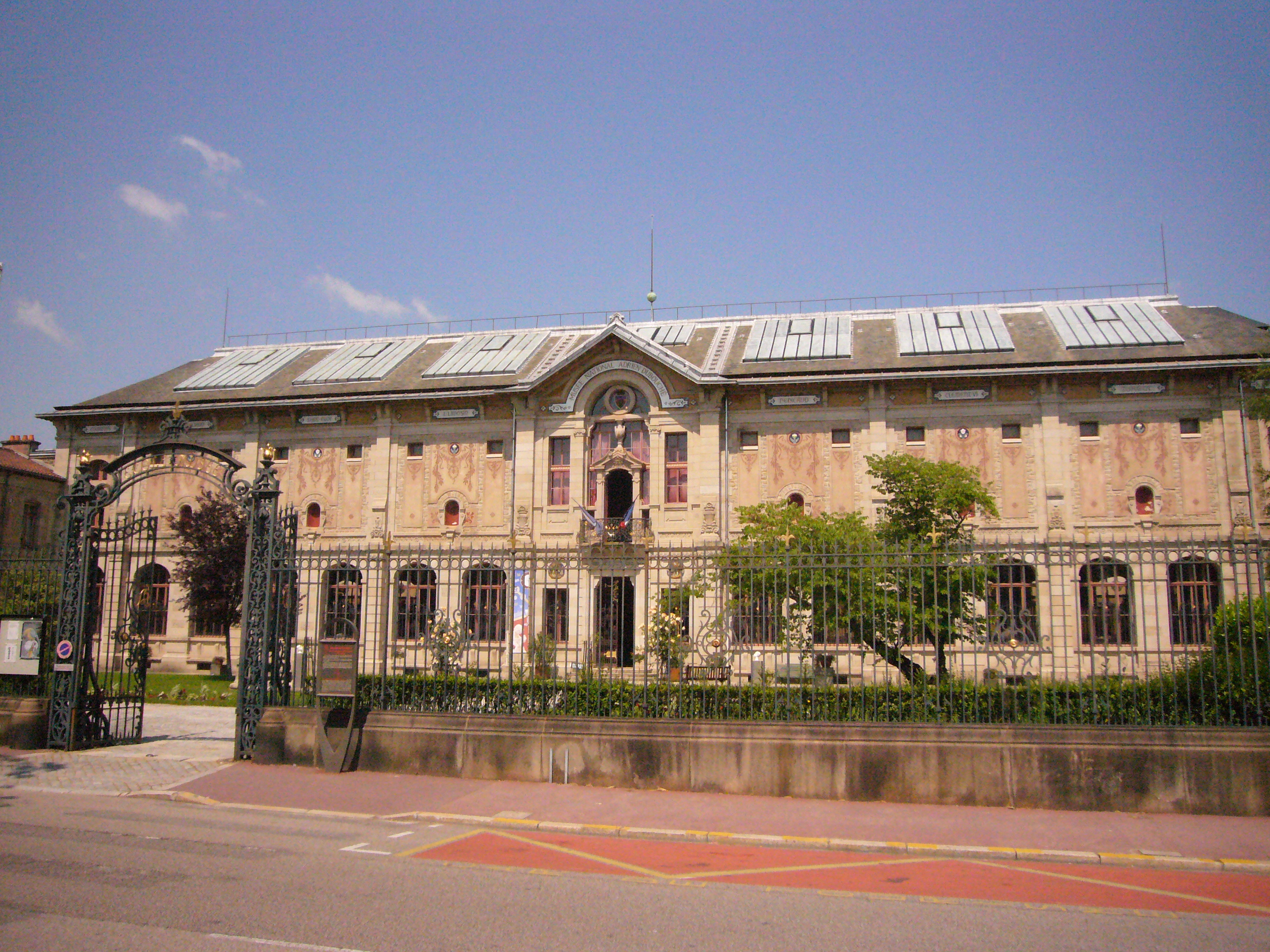
Il museo "Adrien Dubouché" a Limoges
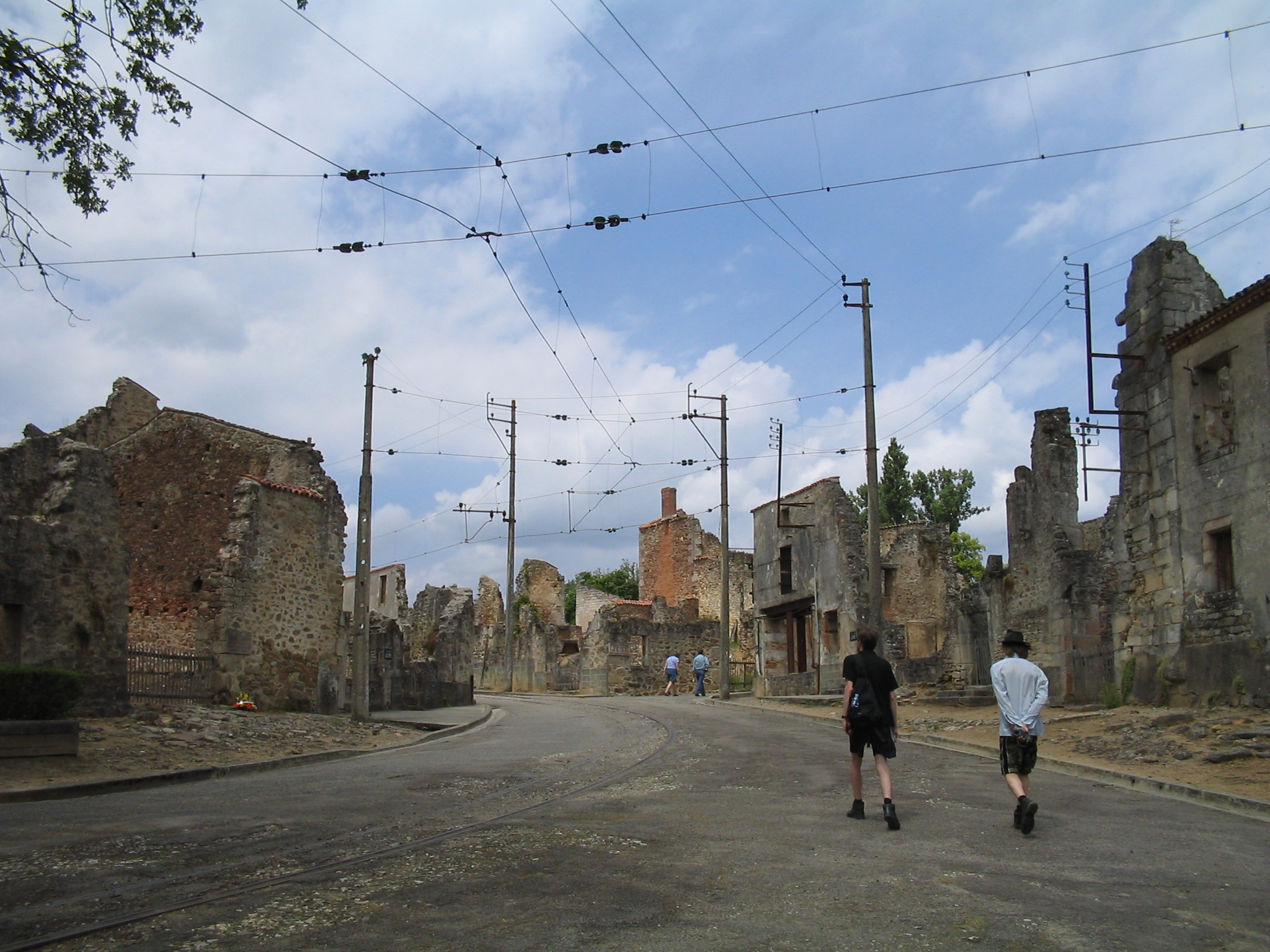
Il villaggio-martire di Oradour-sur-Glane
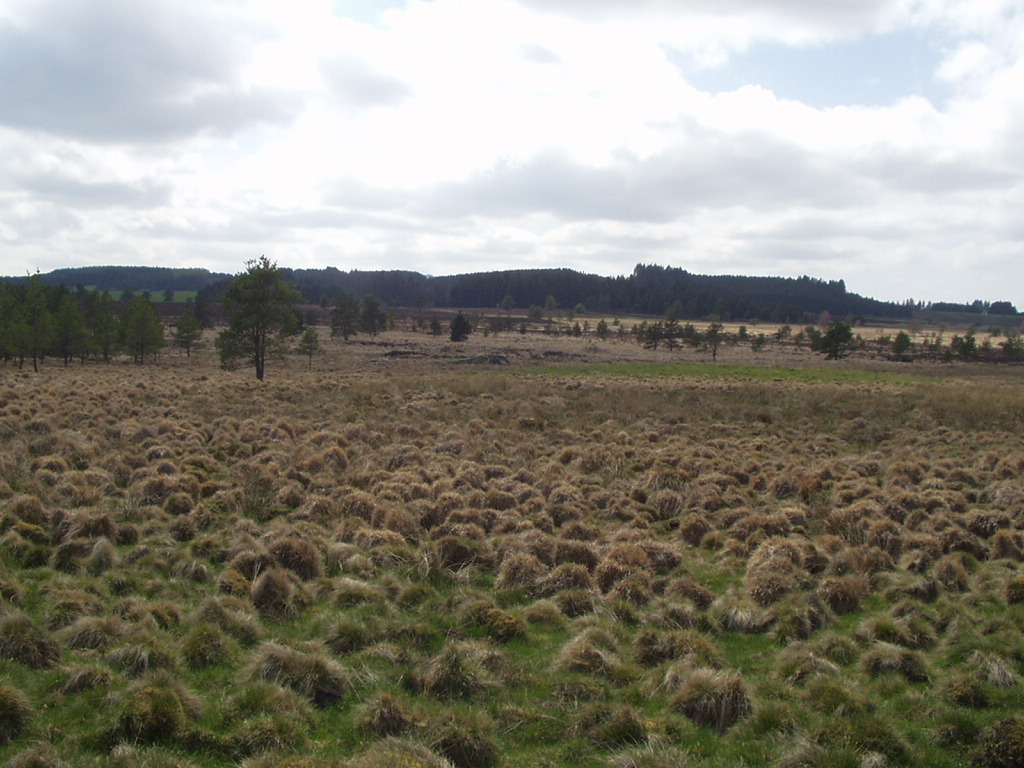
Torbiera nel Plateau de Millevaches
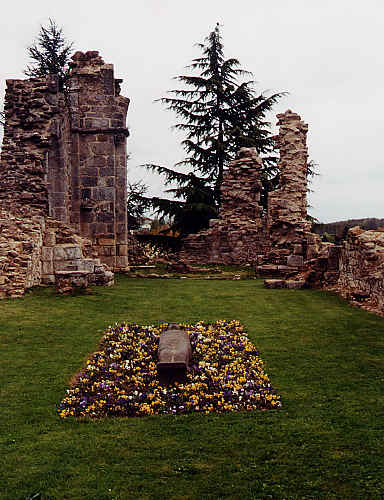
Gisant di Riccardo Cuor di Leone nel castello di Châlus-Chabrol
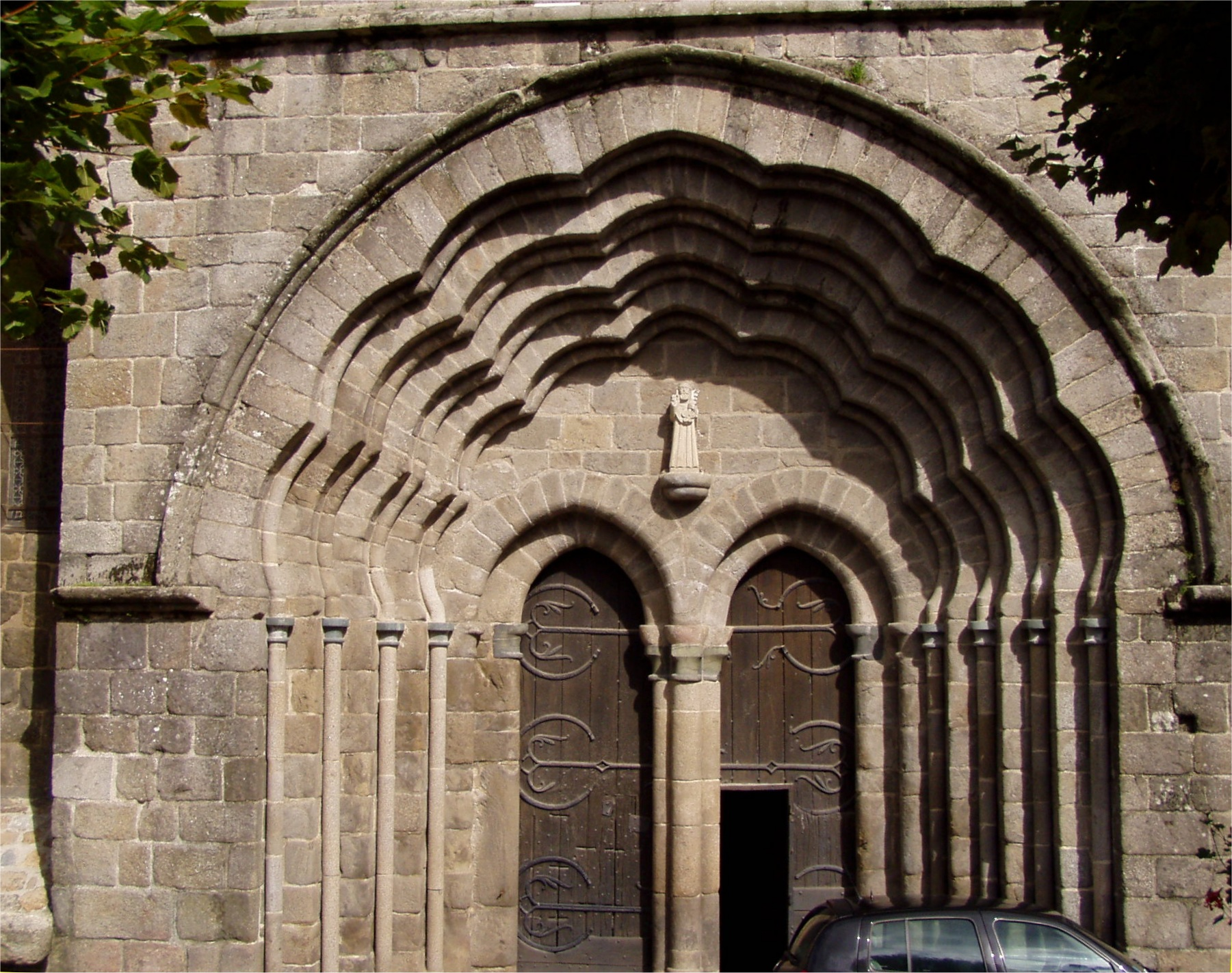
Portale della Collegiale a Le Dorat
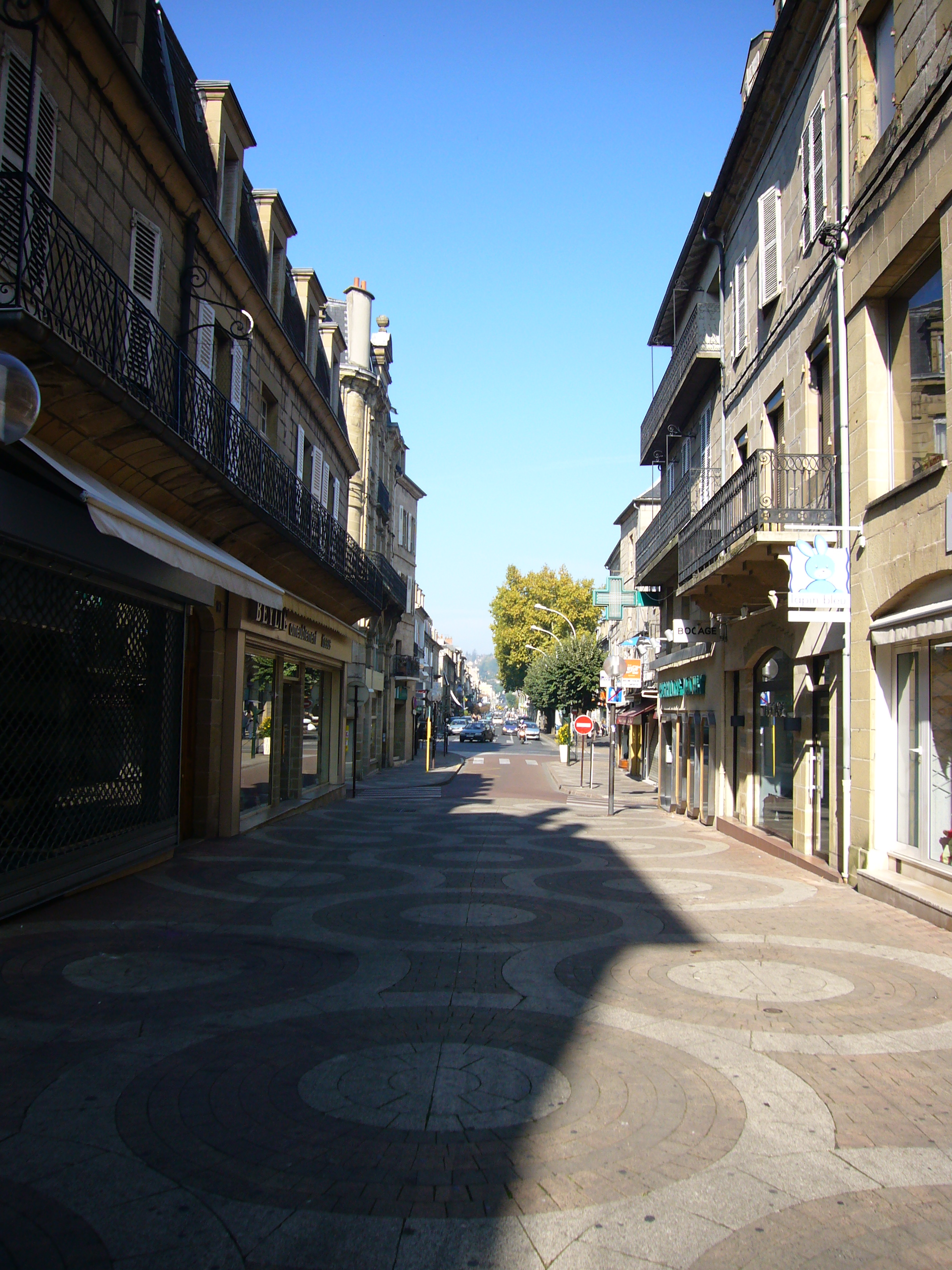
Rue Toulzac a Brive-la-Gaillarde
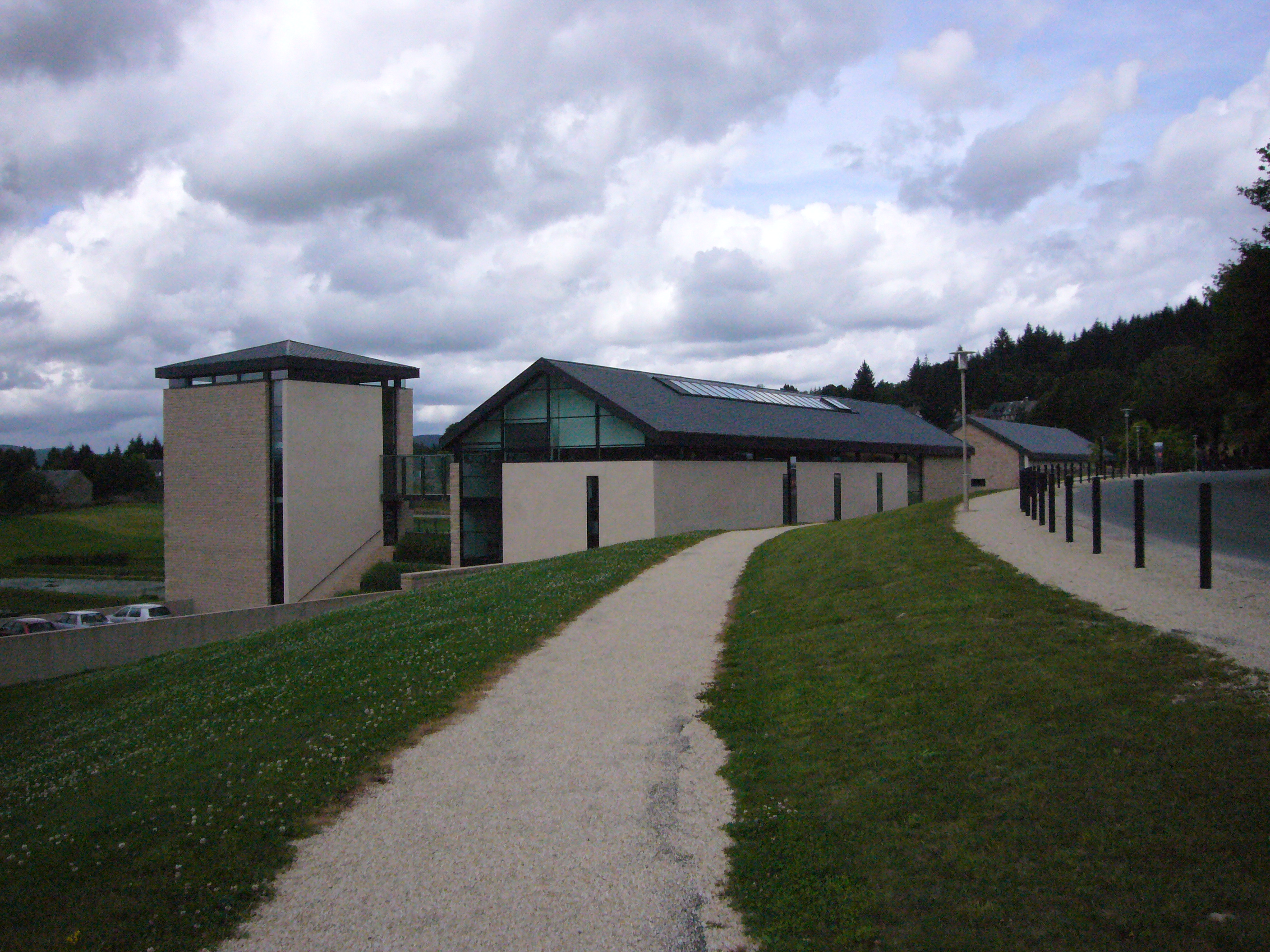
Il museo del presidente Jacques-Chirac
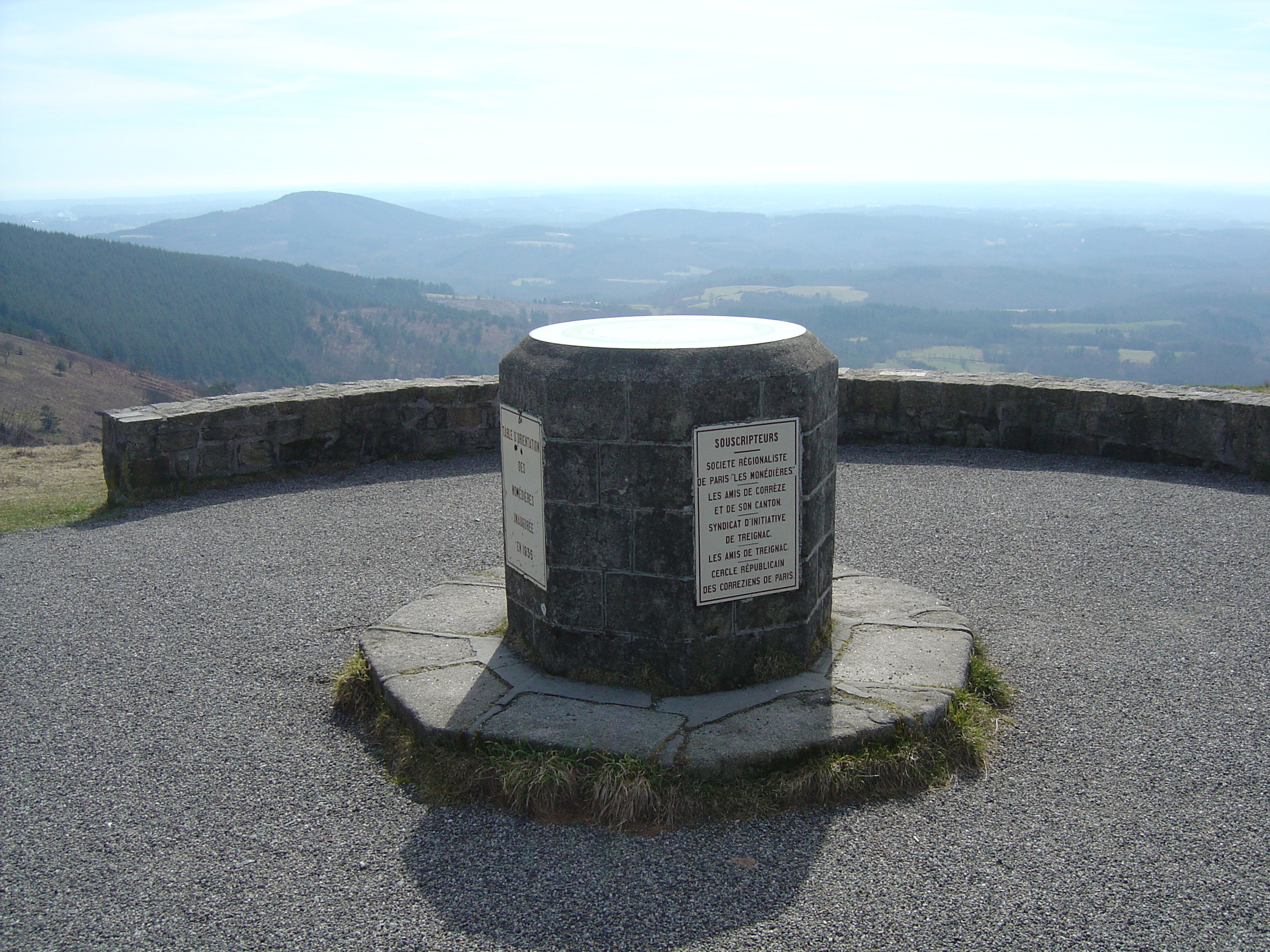
Vista dalla cima del Suc au May sul Massiccio dei Monédières
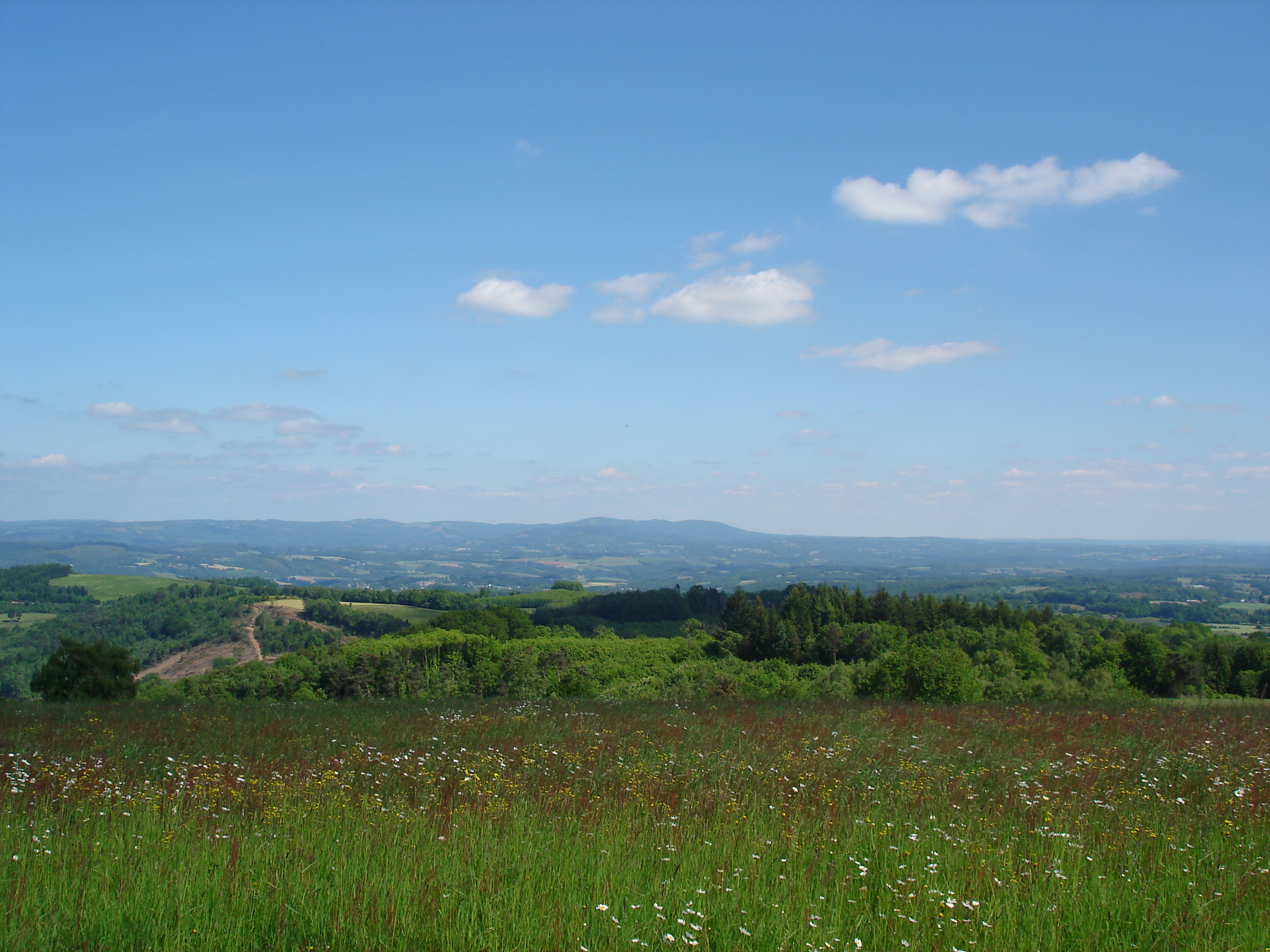
Panorama dal Mont Gargan
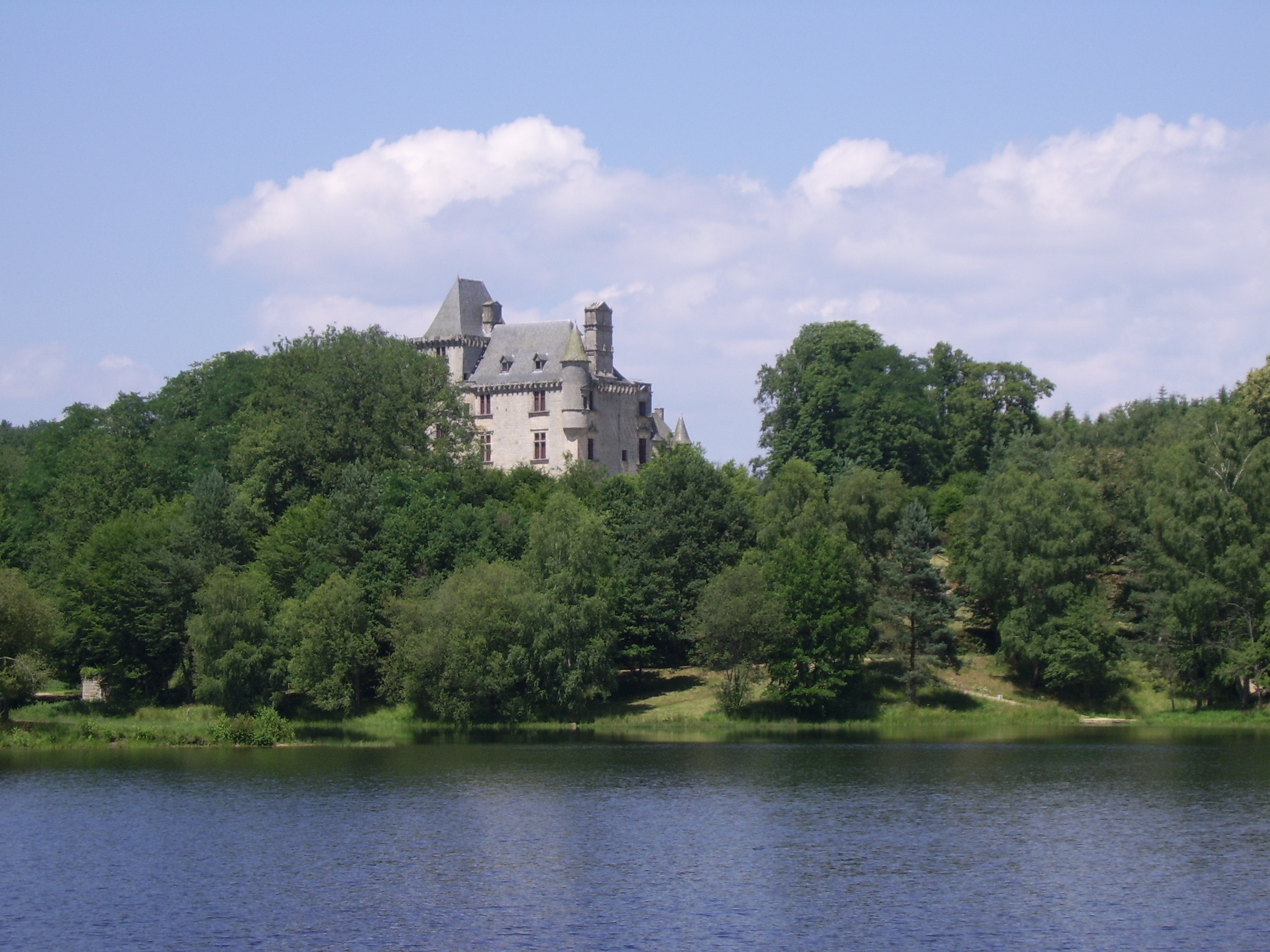
Il castello di Sédières
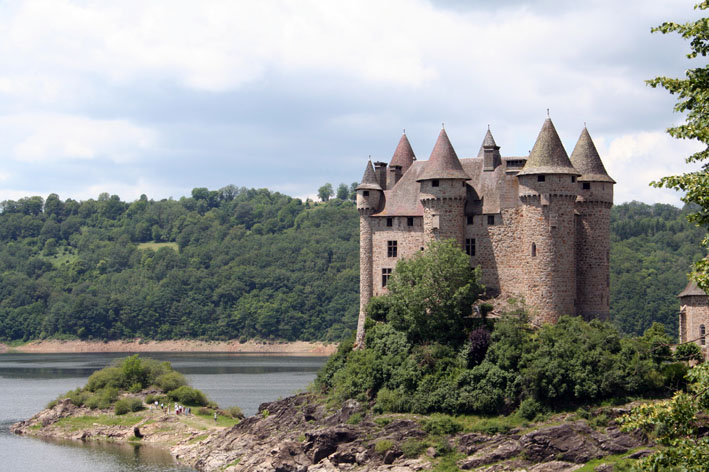
Il castello di Val e il lago di Bort-les-Orgues
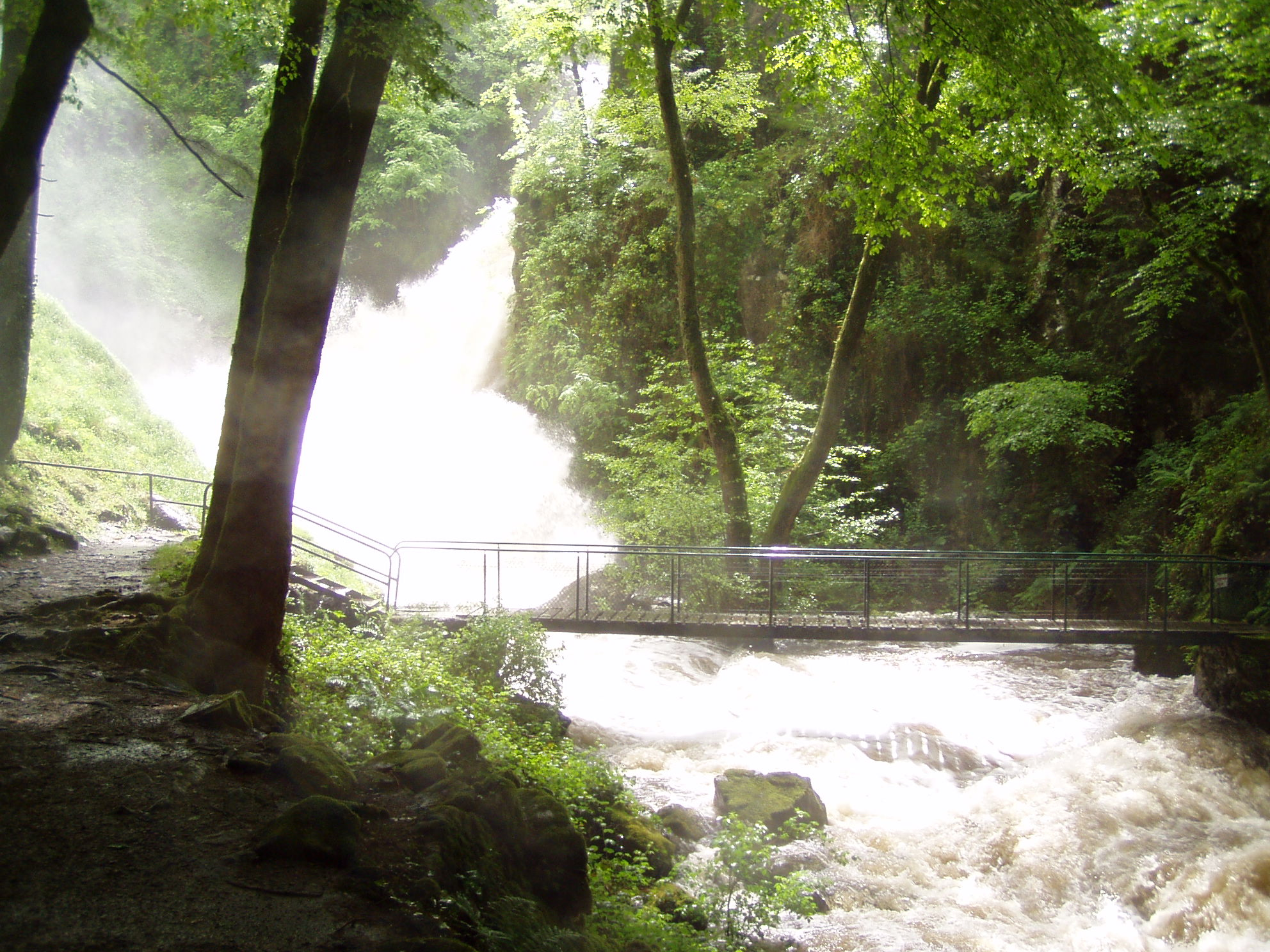
Le cascate di Gimel
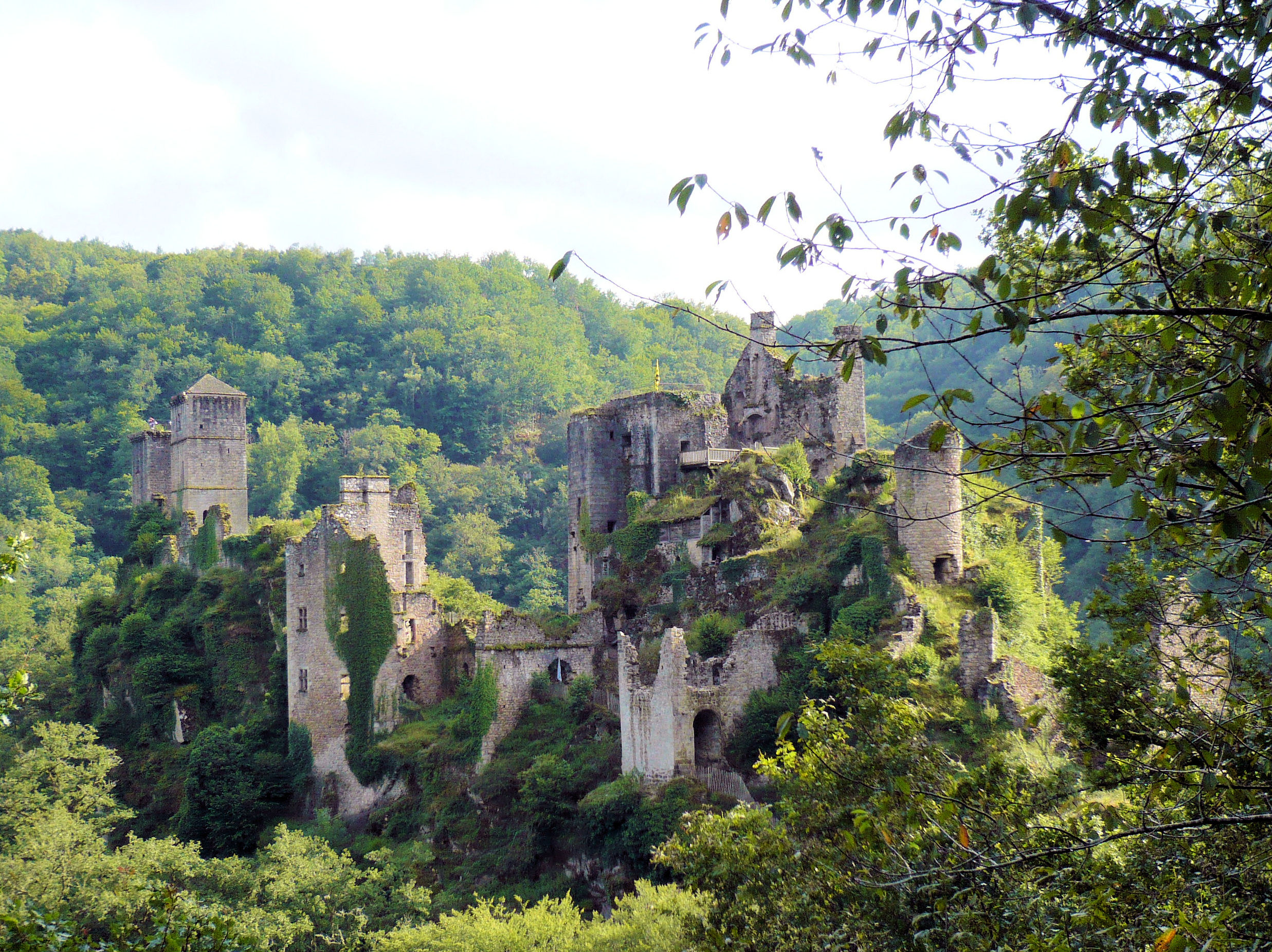
Le tours de Merle
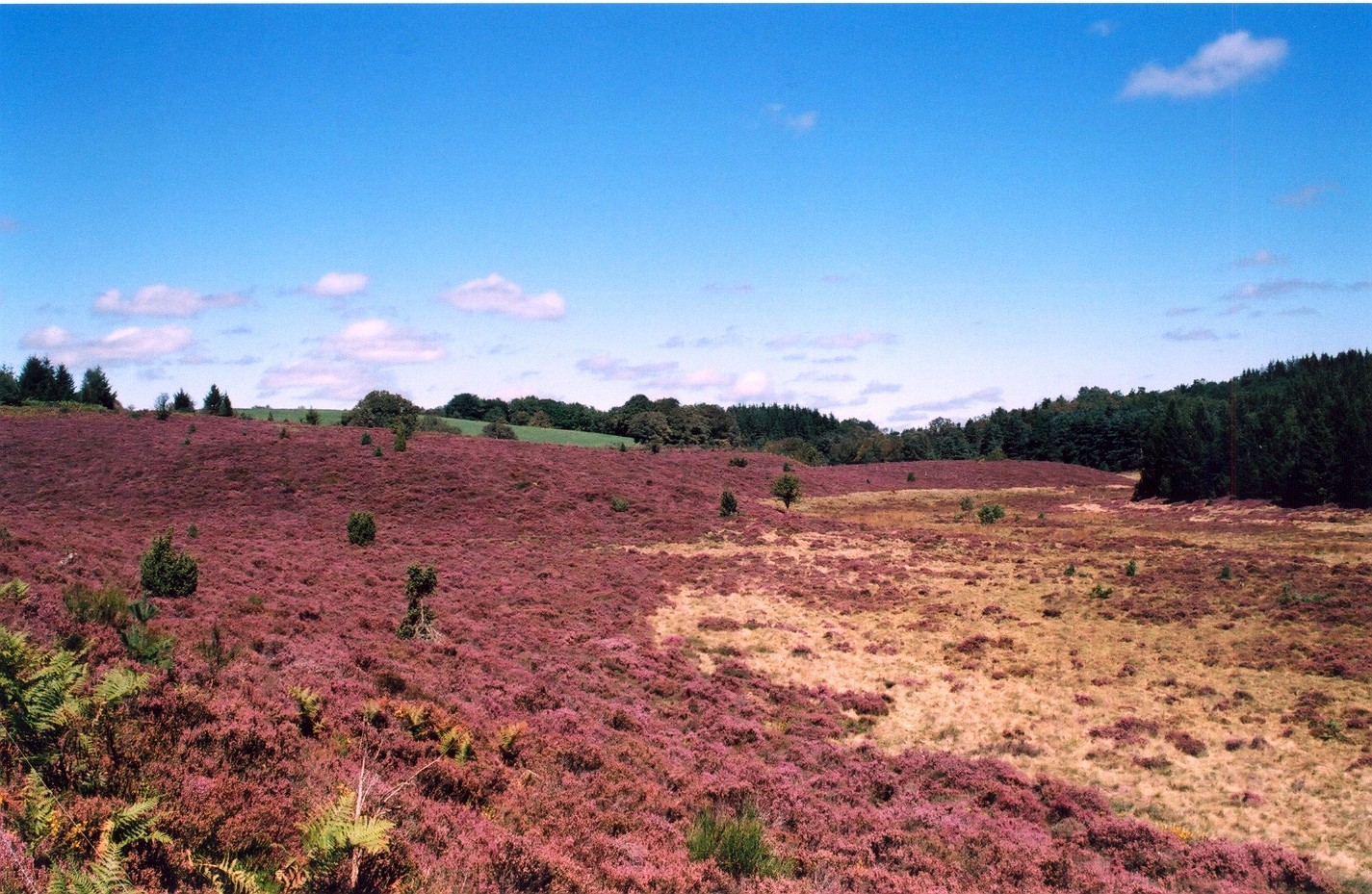
Brughiera nella Corrèze
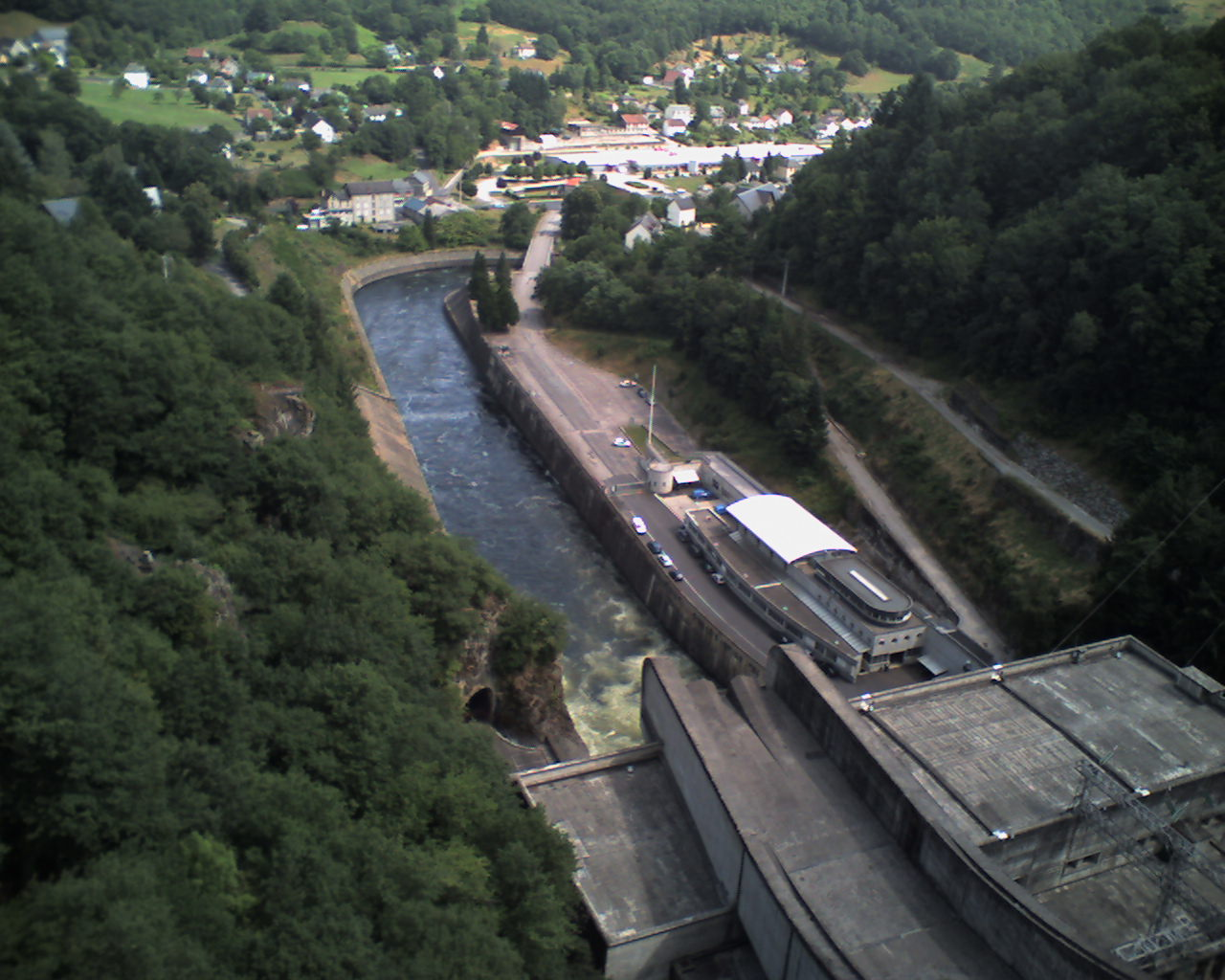
La diga di Bort-les-Orgues
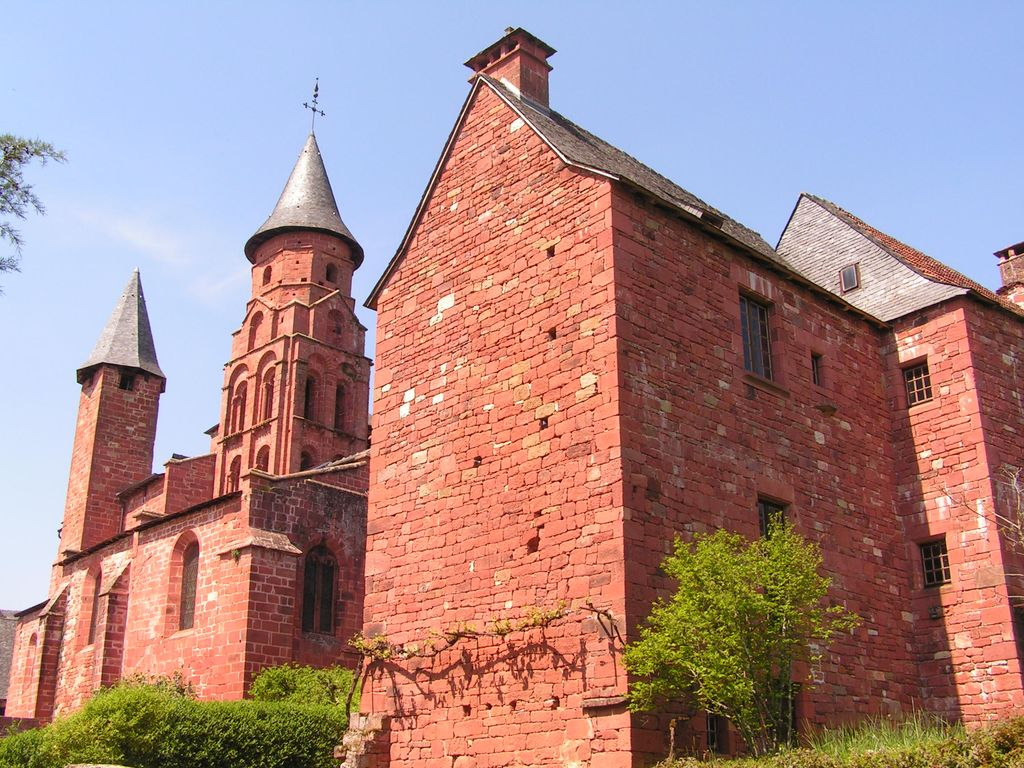
Collonges-la-Rouge
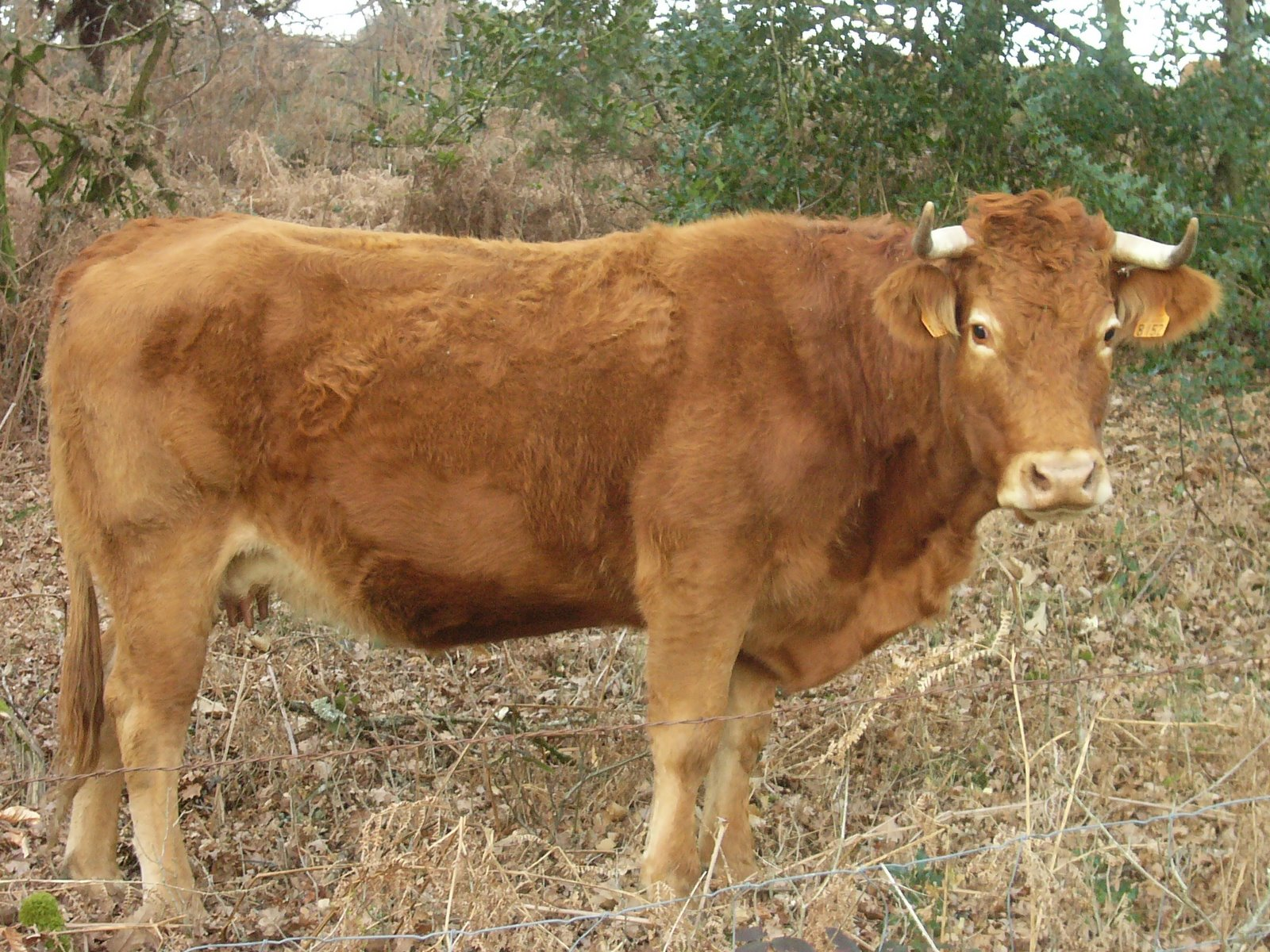
Razza bovina Limousine
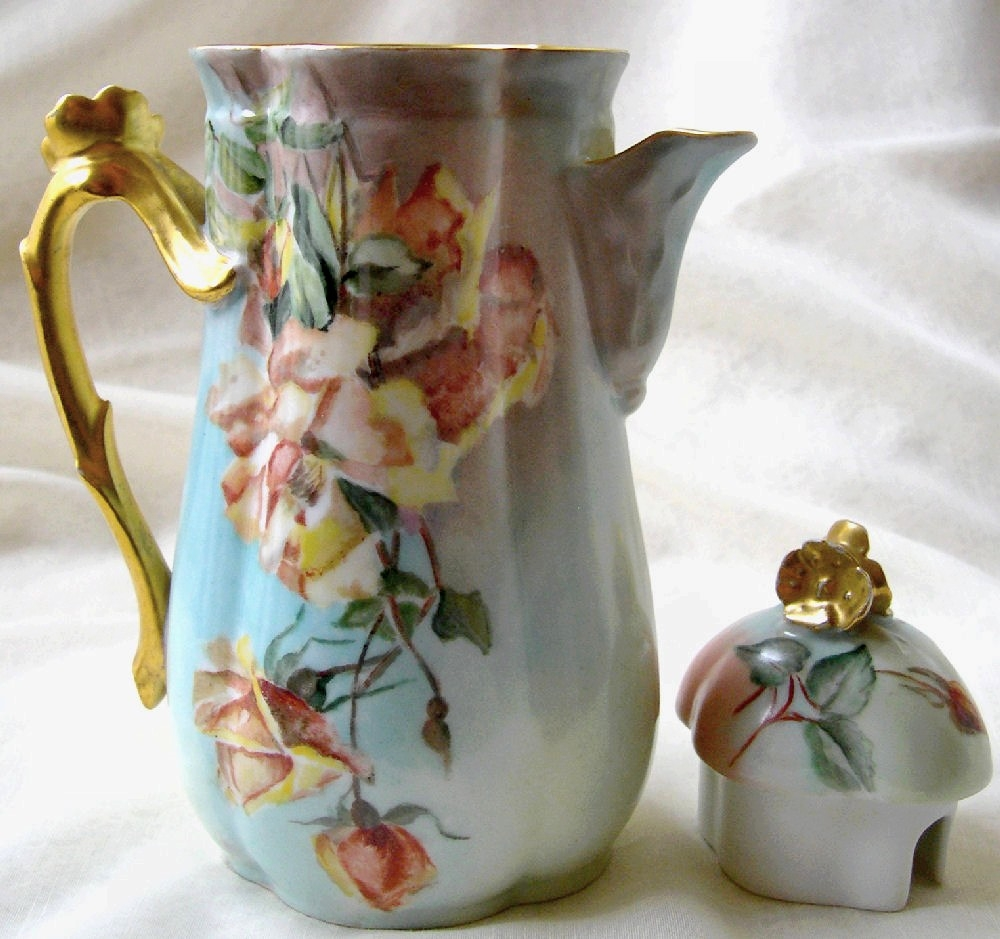
Cioccolatiera in porcellana di Limoges
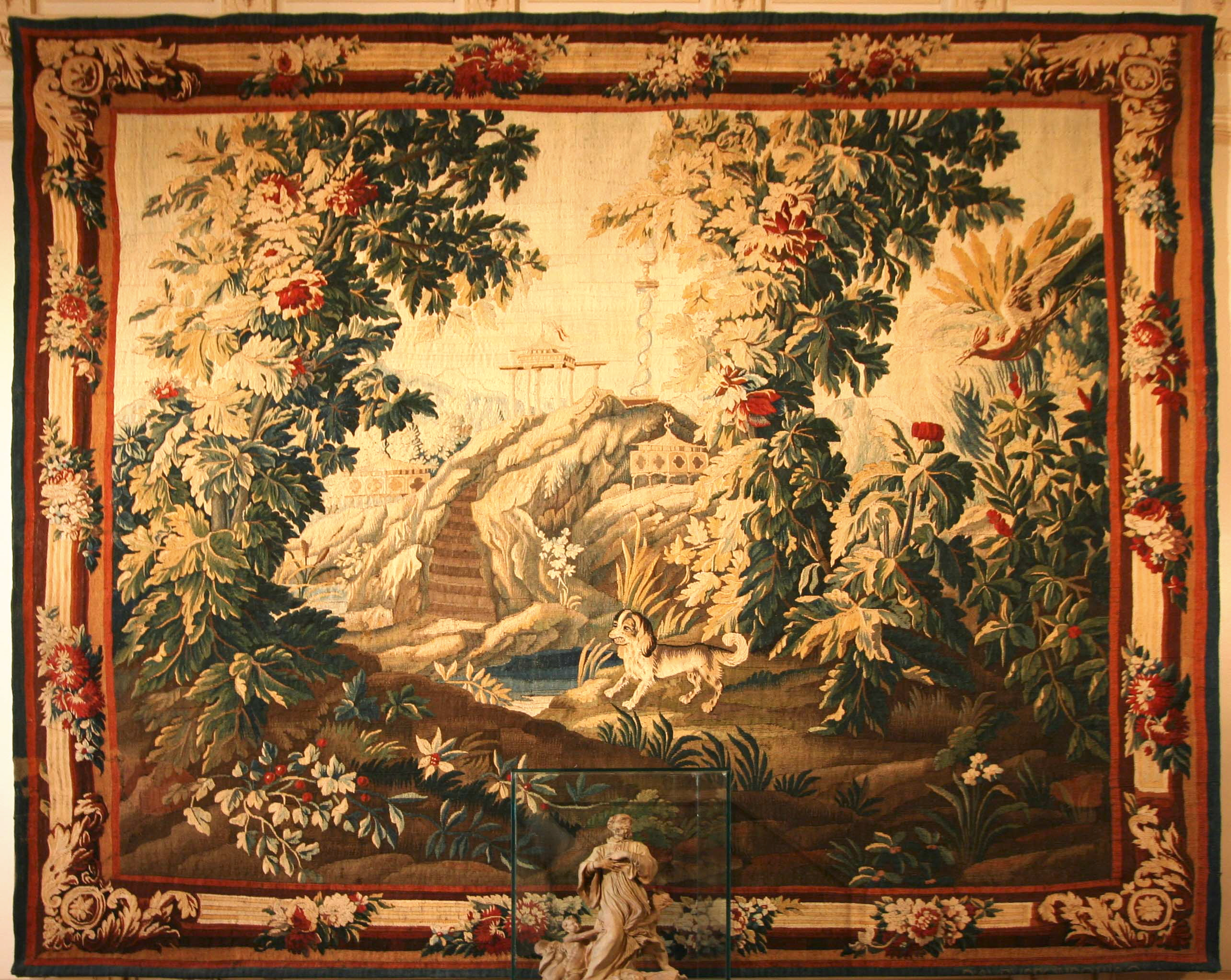
Arazzo della Manifattura di Aubusson